# انفجاری برگشته واک‌دار
انسدادی برگشته واکدار یا انفجاری برگشته واکدار یک صامت است که در گفتار برخی از زبان‌های جهان به کار می‌رود. نماد این همخوان در الفبای آوانگاری بین‌المللی ⟨ɖ⟩ است.